# لبطع (عين ماردة)
لبطع هو دُوَّار يقع بجماعة عين بوعلي، إقليم مولاي يعقوب، جهة فاس مكناس في المملكة المغربية. ينتمي الدوّار لمشيخة عين ماردة التي تضم 36 دوار. يقدر عدد سكانه بـ 87 نسمة حسب الإحصاء الرسمي للسكان والسكنى لسنة 2004.

## روابط خارجية
- البوابة الوطنية للجماعات الترابية نسخة محفوظة 12 مارس 2018 على موقع واي باك مشين.
- المندوبية السامية للتخطيط